# クーガー・エース
クーガー・エース（COUGAR ACE）は、日本の商船三井が所有する自動車運搬船。2006年7月24日、アメリカ合衆国アリューシャン列島付近で海難事故を発生させ、60度以上に傾斜した姿が報道されたことから、世界的に名が知れ渡るようになった。

## 概要
- 総トン数：55,328トン
- 建造年：1993年
- 船籍：シンガポール
- 船名の由来：動物のクーガーから

## 海難事故

### 救助と復旧作業
2006年7月24日日本時間17時頃、日本から北米西海岸へ完成車を輸送中にアリューシャン列島南方約370キロメートルの海上北緯48度14分/西経174度26分付近で、船体が左に大きく60度以上に傾き航行不能となった。アメリカ沿岸警備隊へ救助要請がおこなわれ、商船三井本社には対策本部が設置された。
乗組員23名（シンガポール人2名・ミャンマー人8名・フィリピン人13名）は1名が脚を負傷した以外は無事で船内待機。日本時間24日15時までにアメリカ沿岸警備隊およびアメリカ空軍のヘリコプターで救助され、アダック島へ移送された。
船体復旧と曳航のため同月28日にアメリカ沿岸警備隊・アラスカ州環境保護局・商船三井の三者による合同対策本部が設置された。無人となった船体は安定して浮揚しており、風に流されて同日中にはアリューシャン列島から約210キロメートルの距離まで接近した。アメリカ沿岸警備隊の巡視船が継続して監視をおこなったほか、同月29日午前からはアダック島から緊急派遣されたタグボートが待機した。復旧作業のためシアトルから派遣された曳船「ダッチハーバー」から派遣されたサルベージ技術者を乗せたタグボートも同月30日朝に現場へ到着した。
同月31日に沿岸警備隊のヘリコプターで技術者4名が乗船して状況の確認を行ったが、作業中の転落事故により1名が死亡。その後、現場海域の天候が悪化したため同年8月5日により海況の穏やかなベーリング海へ曳航され、同月8日からダッチハーバー港で船体の立て直しを開始、同月15日に姿勢をほぼ回復し、浸水の恐れがなくなった。
その後の点検および応急修理の結果、発電機の不調により自力航行は断念し曳航による移動となった。同年9月2日7時（日本時間）にダッチハーバーを出港、同月12日にオレゴン州ポートランド港に到着し荷役後、本格的な復旧・修理が行われた。

### 原因
事故発生時に本船はバラスト水の調整作業中だったが、その過程で誤ってバラストタンク内の海水を排出し過ぎたため復原力が不足した状態となり、折からの強いうねりにあおられ一気に横転したものとされた。

### 積荷
船には日本の工場で製造されアメリカ合衆国に向けて輸出されるはずであった多数の新車が搭載されており、内訳はマツダ社製4,703台（MAZDA3（日本名アクセラ）・CX-7）・いすゞ自動車製110台（エルフ）。損傷が少ない個体も相当数あったが、イメージダウンを恐れたマツダ・ノース・アメリカン・オペレーションズおよびいすゞコマーシャルトラック・オブ・アメリカは中古車扱いとしても流通させずに全車廃棄処分とする決定を下した。